# Лонха-де-ла-Седа
Лонха-де-ла-Седа/Льоджа-де-ла-Седа (ісп. Lonja de la Seda, вал. Llotja de la Seda, букв. «Шовкова біржа») — це громадська будівля у стилі пізньої Валенсійської готики у місті Валенсія (Іспанія), одна з головних туристичних принад міста та об'єкт Світової спадщини ЮНЕСКО.

## Історія
Побудована між 1482 і 1548 роками, Шовкова біржа складається з трьох частин (плюс апельсиновий сад в обгородженому дворі).

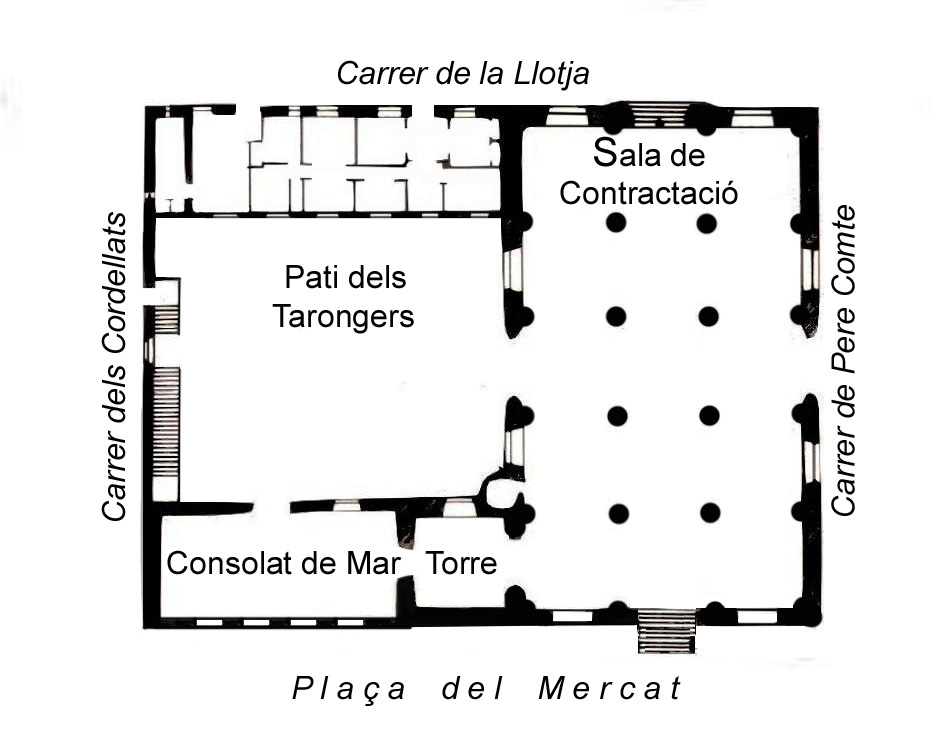
Поземний план Біржі

Головна «Торгова зала» (Sala de Contratacion)— велика багато прикрашена зала площею 35,6×21,39 м і висотою стелі 17,4 м, яку підтримують чудові виті колони в 5 рядів. Підлога з кольорового мармуру. Освітлення через вікна, у тому числі прикрашені статуями гаргуйль. Двері на Паса-дель-Меркадо увінчані зображенням Мадонни й гербом Арагона. Під залою розташована каплиця Зачаття Діви Марії, а спіральні сходи ведуть нагору до приміщень, які використовували зокрема для ув'язнення торговців-боржників.
Бокове крило має назву Консульський павільйон; воно було резиденцією Tribunal del Mar — першого морського торговельного трибуналу, створеного в Іспанії у 1283 р., а також банку, створеного в 1408 р. На перших двох поверхах були головні функціональні кімнати; верхній з них мав багато прикрашену стелю. Ці кімнати досі зберегли своє оригінальне оздоблення. Час від часу Трибунал саджав купців за борги в центральній вежі Ла Лонха — третій частині структури.
За нинішньою будівлею колись була раніша (з 14-го століття) будівля під назвою, яка була названа Біржа Олій (вал. Llotja de l'Oli або ісп. Lonja del Aceite). Вона використовувалась не тільки для торгівлі оліями, але і для всіх видів бізнесу. Напр., тут в 1348 році торгувався perxal (перкаль) як якийсь вид шовку.
Комерційне процвітання Валенсії досягло свого піку у 15 столітті і потребувало будівництва нового будинку. Дизайн нової Шовкової біржі Валенсії був сформований на основі аналогічної структури (біржі) в Пальми-де-Майорка, яку побудував архітектор Гільєм Сагрера в 1448 році, натхненням для якої ймовірно слугував монастир Санта-Домінго у Валенсії.
Порівняння Колонних зал цих трьох будівель:

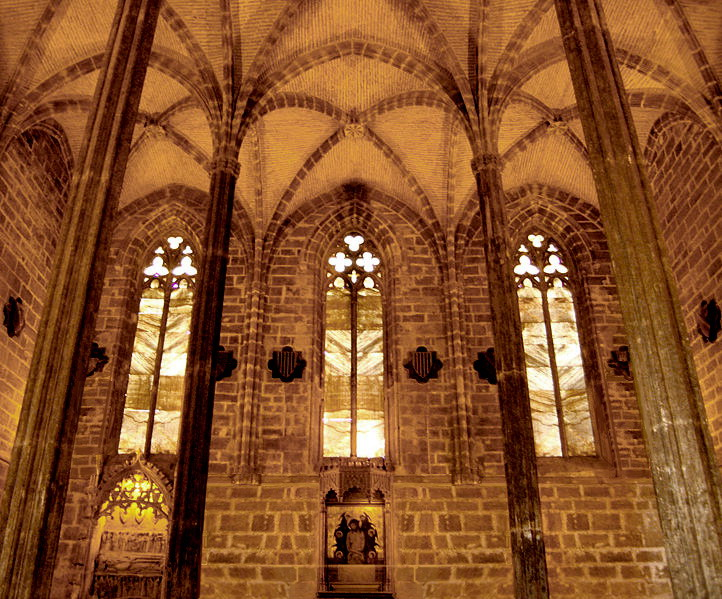
Колонна зала монастиря Санто-Домінго (на фото 4 колони, 1310-1320).
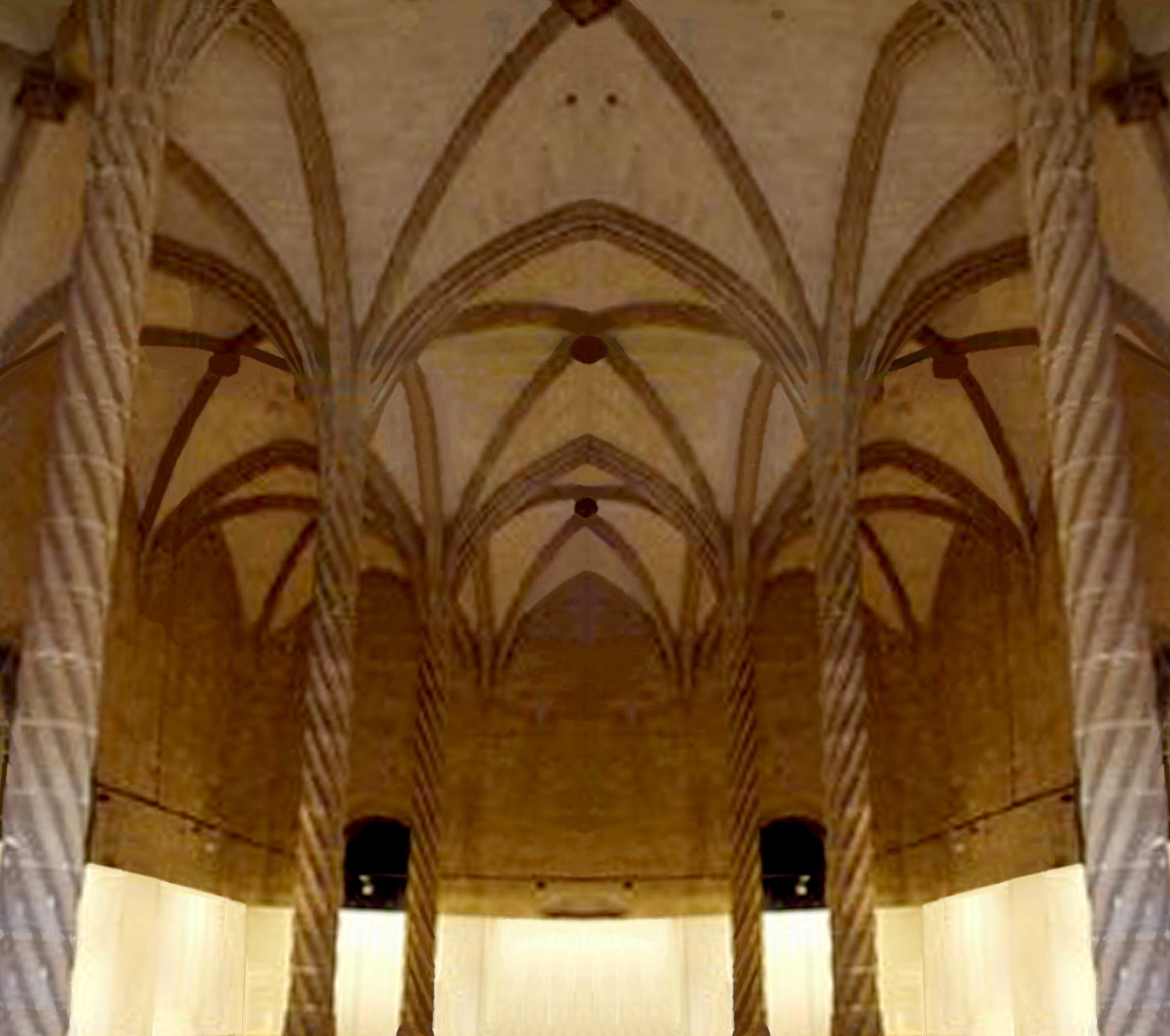
Лонха-де-Пальма (на фото 6 колон, 1426-1448).
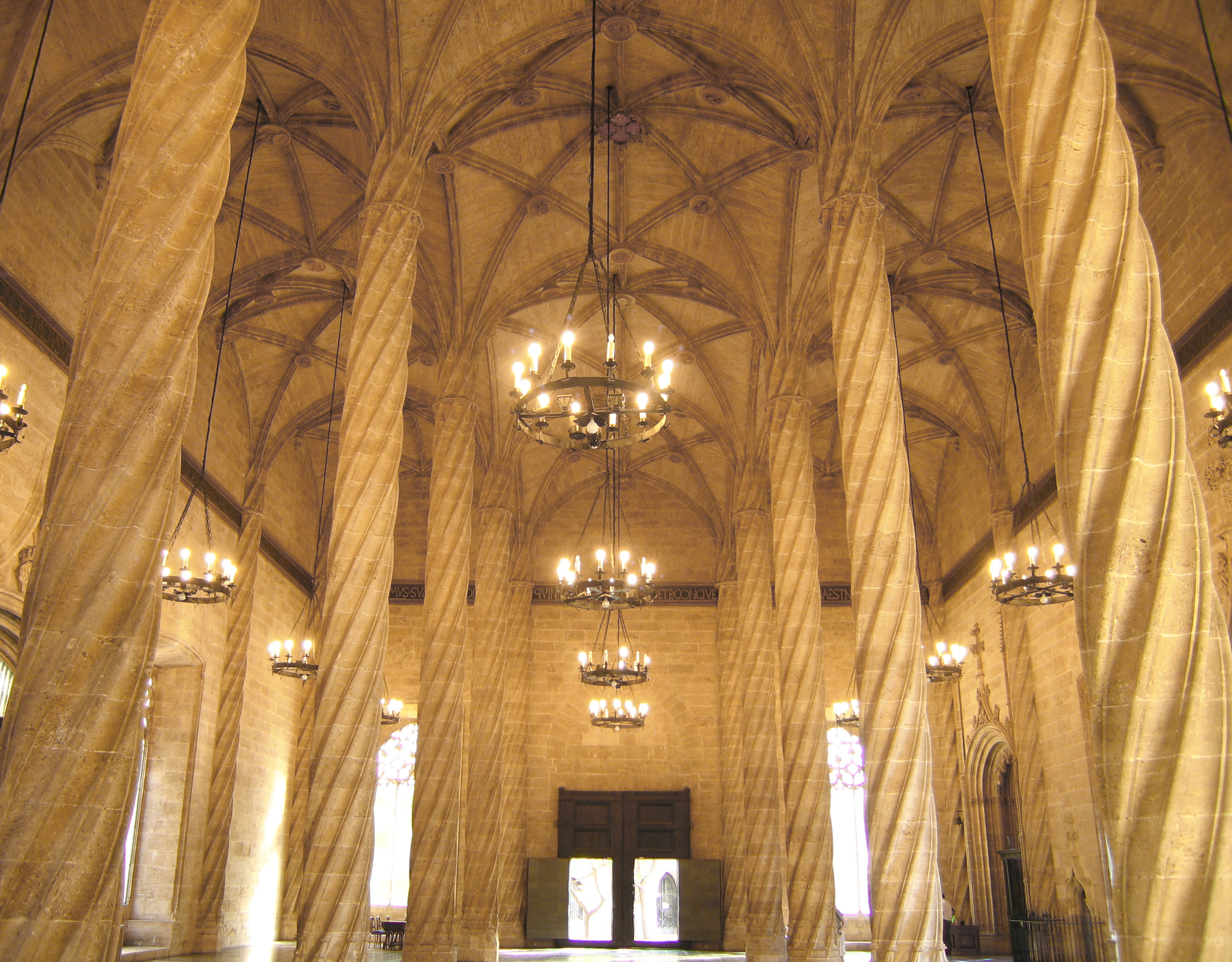
Лонха-де-ла-Седа (на фото 8 колон, 1482-1499).

Архітектором новоі біржі Валенсії став Пер Компте, який разом з Хуаном Іборра та Йоханом Корбера побудував основний корпус будівлі — Торгову залу — та вежу всього за п'ятнадцять років (1483—1498). Так написано на синій смужці, яка проходить уздовж всіх чотирьох стін Торгової зали, яка має іншу назву «Колонна зала». Напис золотими літерами містить наступне послання латиною:
Inclita domus sum annis aedificata quindecim. Gustate et videte concives quoniam bona est negotiatio, quae non agit dolum in lingua, quae jurat proximo et non deficit, quae pecuniam non dedit ad usuram eius. Mercator sic agens divitiis redundabit, et tandem vita fructur aeterna.

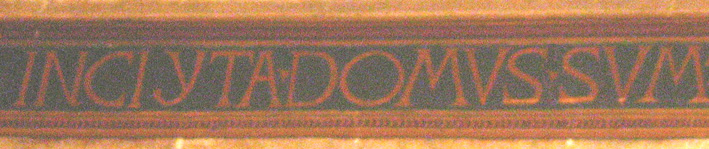
Початок фрази латиною у Торговому залі.

На думку місцевого валенсійського вченого Жоана Франсеска Міра, цей напис показує, що це не обов'язково бути протестантом або іноземцем, щоб створити основу для гарної торгівлі; він також продемонстрував союз етики та економіки. Інші будівельні та оздоблювальні роботи просувались повільно і були завершені лише 1548 року під керівництвом Домінго де Уртеага, зокрема Консульский павільйон, будинок у стилі Відродження, що примикає до Ла-Лонха, та двір з апельсиновим садом.
Протягом наступних століть, Ла Лонха функціонувала як шовкова біржа. 
ЮНЕСКО внесло біржу до Світової спадщини в 1996 році як «територію видатної універсальної цінності, оскільки вона є абсолютно винятковим прикладом світської будівлі в стилі пізньої готики, яка драматично ілюструє владу і багатство одного з великих середземноморських торгових міст».

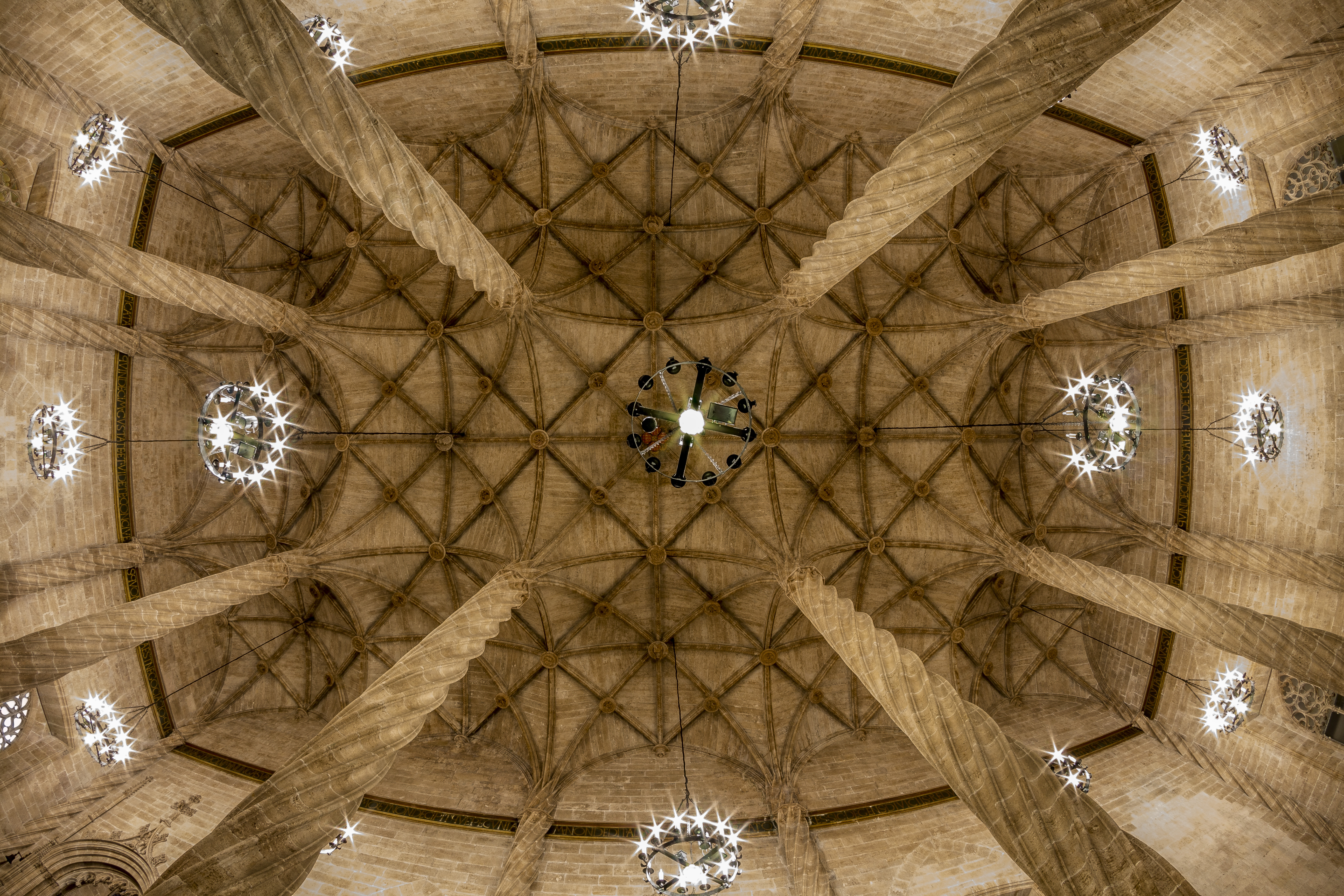
Вид в форматі "риб'яче око" на стелю Колонної зали
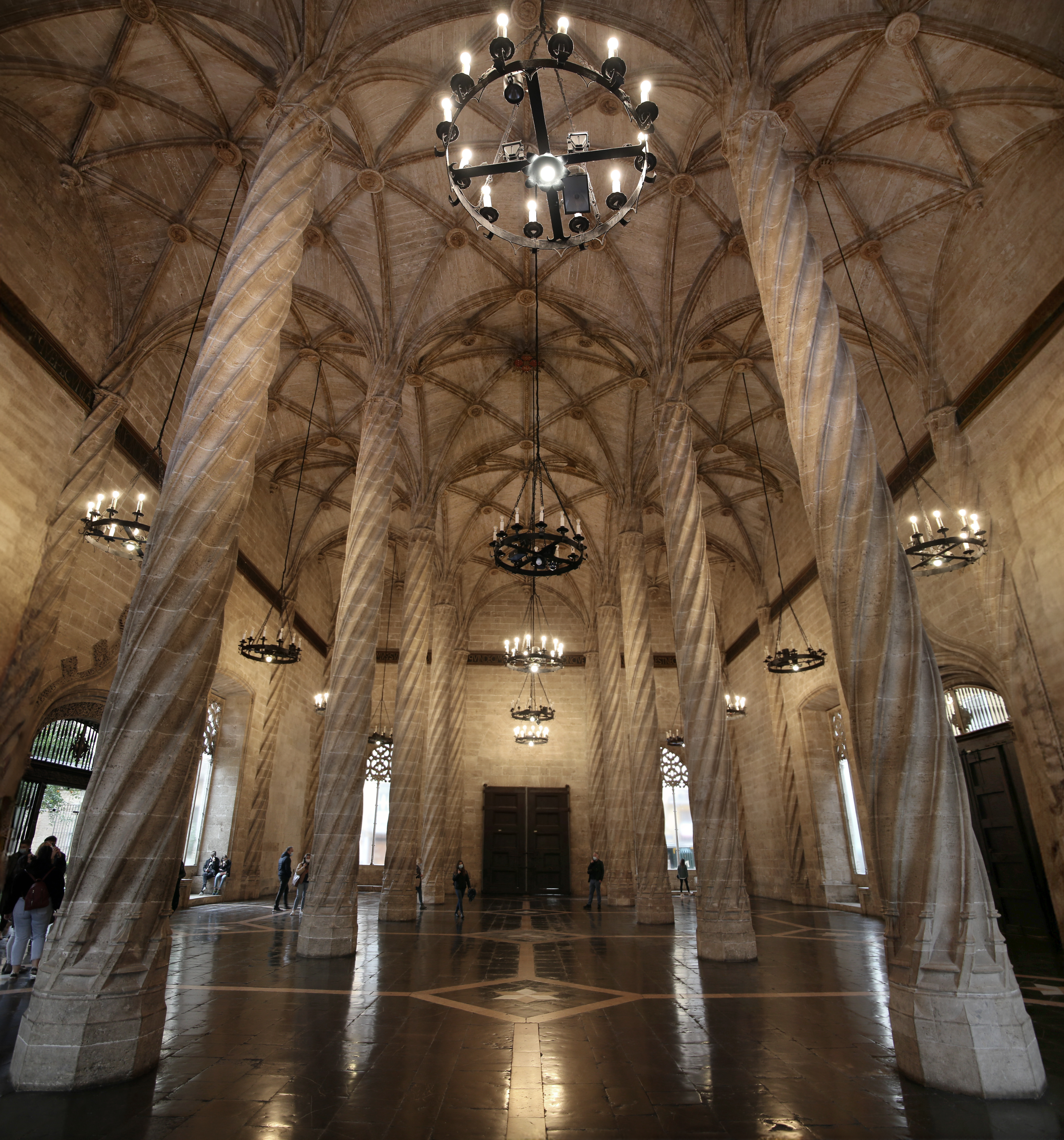
Колонна зала
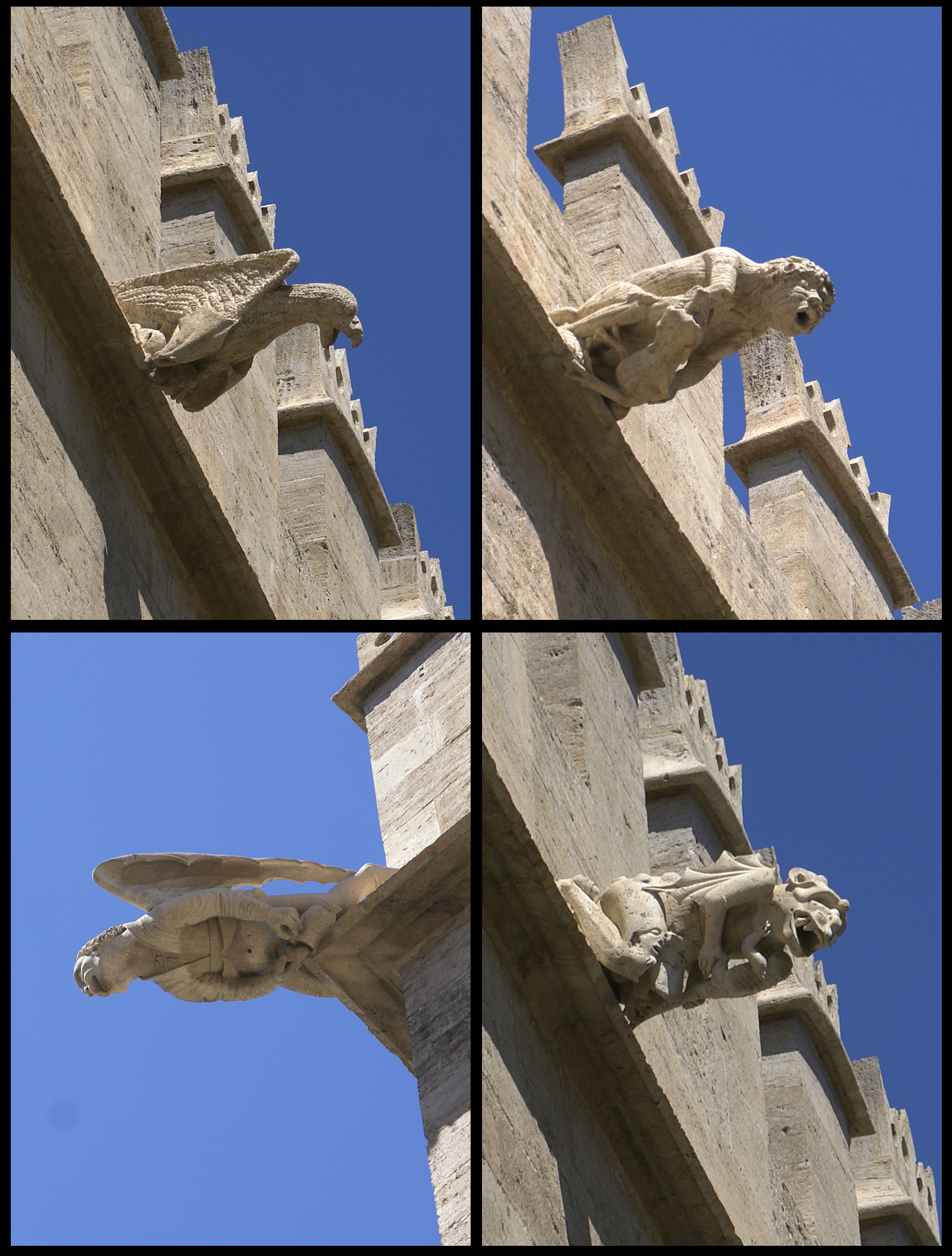
Деякі горгулі на Лонха-де-ла-Седа
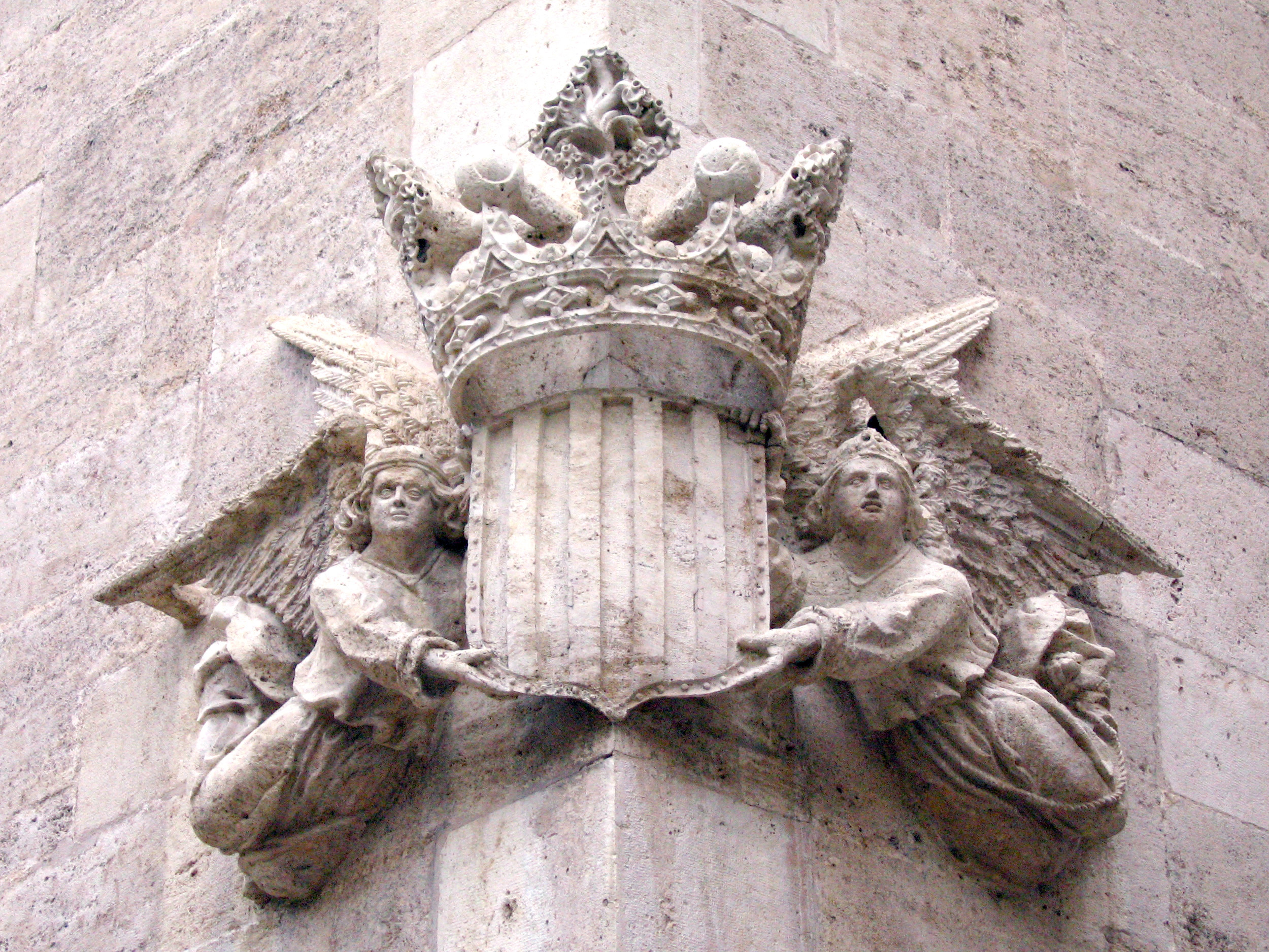
Королівський герб Королівства Валенсії на Лонха